# Sitio de Génova (1800)
El sitio de Génova (1800) ocurrida desde el 6 de abril hasta el 4 de junio de 1800 vio a Austria sitiar y capturar la ciudad de Génova de Francia durante la Guerra de la Segunda Coalición. Sin embargo, la batalla fue en última instancia una desviación exitosa llevada a cabo por las fuerzas de André Masséna que permitió a Napoleón ganar la posterior batalla de Marengo.

## Antecedentes
Después de la victoria de Massena en la segunda batalla de Zúrich, la alianza entre Rusia y Austria terminó. Aunque esto no puso fin a la guerra, Napoleón pronto regresó de Egipto y se proclamó Primer Cónsul, mejorando en gran medida las posibilidades francesas de victoria. Sin embargo, el cónsul necesitaba tiempo para trasladar sus tropas a Italia, por lo que ordenó a Masséna que mantuviera Niza y Génova a toda costa hasta que llegara.

## Inicio
Inicialmente, los franceses tenían alrededor de 60 000 soldados, pero este número se redujo a unos 36 000 combatientes debido a una epidemia de tifus que también se había cobrado la vida de dos de los predecesores de Masséna, los generales Jean Étienne Championnet y Jean-Antoine Marbot. El comandante austriaco, Michael von Melas, tenía alrededor de 120 000 soldados disponibles en Italia. Después de los primeros enfrentamientos, a pesar de la valentía de los soldados franceses bajo Louis Gabriel Suchet y Jean-de-Dieu Soult, Génova pronto fue aislada de cualquier ayuda externa. Para el 6 de abril, los franceses estaban rodeados no solo por tierra, sino también por mar, donde una fuerte escuadra británica acababa de tomar posiciones. Sin embargo, la moral francesa se mantuvo alta y Masséna estaba decidida a aguantar.

## Sitio
Aunque Génova estaba defendida tanto por la naturaleza como por fuertes fortificaciones, Masséna planeó una estrategia más ofensiva. El 7 de abril, ordenó un ataque a Monte Ratti, que resultó en que los austriacos fueran expulsados de los Apeninos y los franceses capturaran a unos 1500 prisioneros, incluido el general-mayor Konstantin Ghilian Karl d'Aspré. Dos días después, Masséna comenzó una operación desesperada para unirse con el resto de las fuerzas francesas comandadas por Suchet. Aunque Massena fue aislado con solo 1200 soldados contra 10 000 austriacos, soportó sus ataques y, con la ayuda de Soult, capturó a otros 4000 prisioneros. Después de esta batalla, los franceses finalmente se encerraron en la ciudad. Pronto siguieron otras batallas desesperadamente libradas, especialmente aquellas para Fort Quezzi y Fort Richelieu, infligiendo más bajas a los austriacos. Las fuerzas francesas capturaron el Monte Creto, obligando a los austriacos a detener todas las acciones posteriores.
Mientras tanto, Bonaparte marchaba con el Ejército de la Reserva no para el alivio de Génova, sino a Milán, donde pasó seis días. A finales de mayo, la peste se había extendido por toda Génova y la población civil estaba en rebelión. Las negociaciones para el intercambio de prisioneros comenzaron a principios de junio, pero los ciudadanos y parte de la guarnición clamaron por la capitulación. Desconocido para Masséna, el general austriaco Peter Ott había recibido la orden de levantar el asedio porque Bonaparte había cruzado el Gran San Bernardo y ahora amenazaba al principal ejército austriaco. Al describir la situación en Génova, Ott solicitó y recibió permiso para continuar el asedio. El 4 de junio, el negociador de Masséna finalmente acordó evacuar al ejército francés de Génova. Sin embargo, «si se mencionaba o escribía la palabra capitulación», Masséna amenazó con poner fin a todas las negociaciones.
Dos días después, algunos de los franceses abandonaron la ciudad por mar, pero la mayor parte de las tropas hambrientas y agotadas de Masséna salieron de la ciudad con todo su equipo y siguieron el camino a lo largo de la costa hacia Francia, poniendo fin a uno de los asedios más notables de la historia militar moderna. El asedio fue una asombrosa demostración de tenacidad, ingenio, coraje y audacia que cosechó laureles adicionales para Masséna y lo colocó en una categoría previamente reservada solo para Bonaparte.

## Secuelas
El agotador asedio de unos sesenta días había terminado, pero jugó un papel importante en la estrategia de Napoleón. Al obligar a los austriacos a desplegar vastas fuerzas contra sí mismo en Génova, Masséna hizo posible que Bonaparte cruzara el Gran San Bernardo, sorprendiera a los austriacos y, en última instancia, derrotara al ejército del general Melas en Marengo antes de que se pudieran transferir suficientes refuerzos del sitio de asedio. Menos de tres semanas después de la evacuación, Bonaparte escribió a Masséna: «No soy capaz de darte una mayor marca de la confianza que tengo en ti que dándote el mando del primer ejército de la República [Ejército de Italia]». Los austriacos también reconocieron la importancia de la defensa de Masséna; el jefe de Estado Mayor austriaco declaró con firmeza: «Ganaste la batalla, no frente a Alessandria sino frente a Génova».